# باشگاه فوتبال هاپرز
باشگاه فوتبال هاپرز یک باشگاه فوتبال حرفه‌ای آنتیگوایی است که در لیگ برتر آنتیگوا و باربودا بازی می‌کند.

## افتخارات
- لیگ برتر آنتیگوا و باربودا: ۲ قهرمانی